# Jackson Hole經濟會議

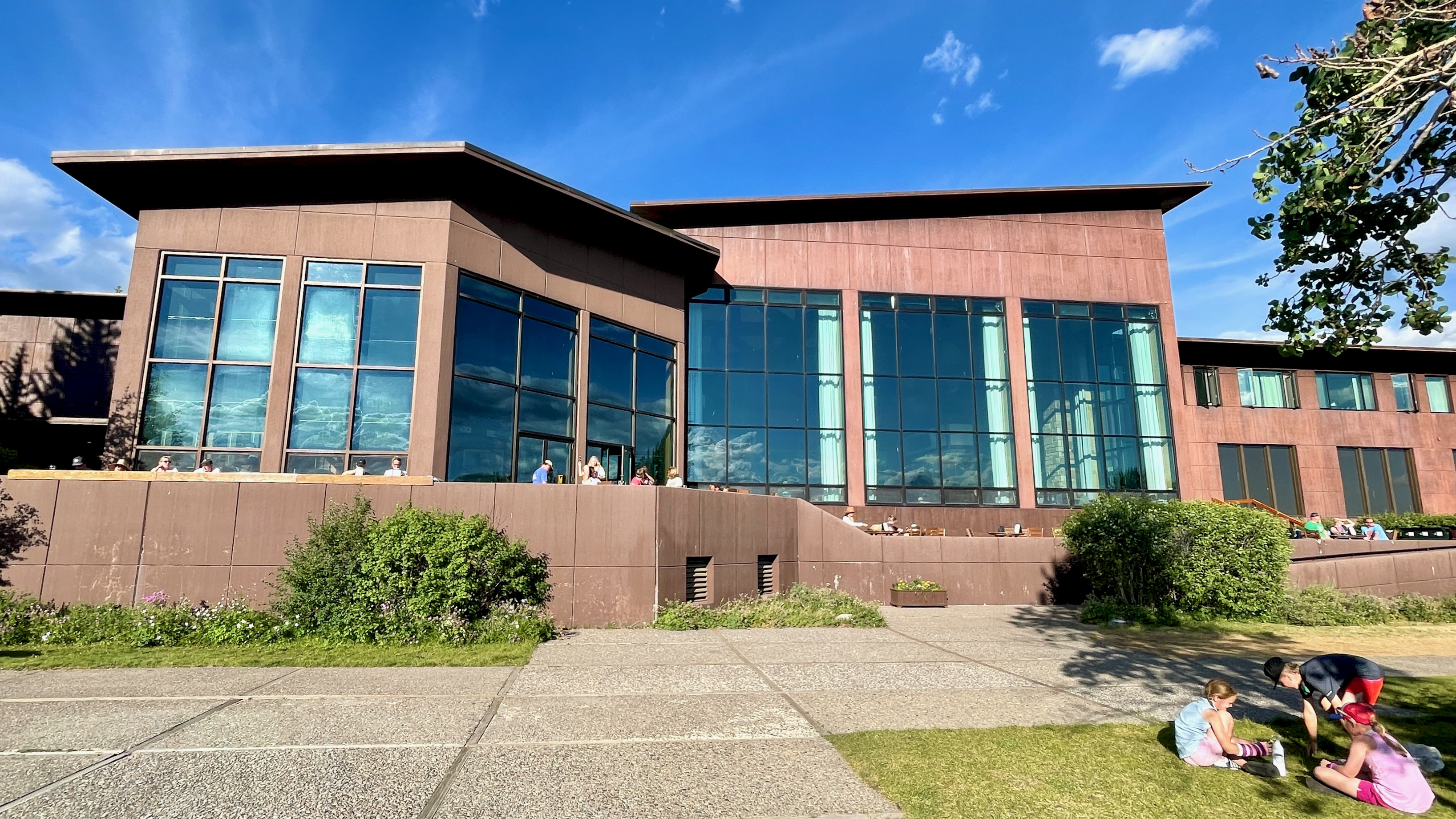
傑克森湖山莊

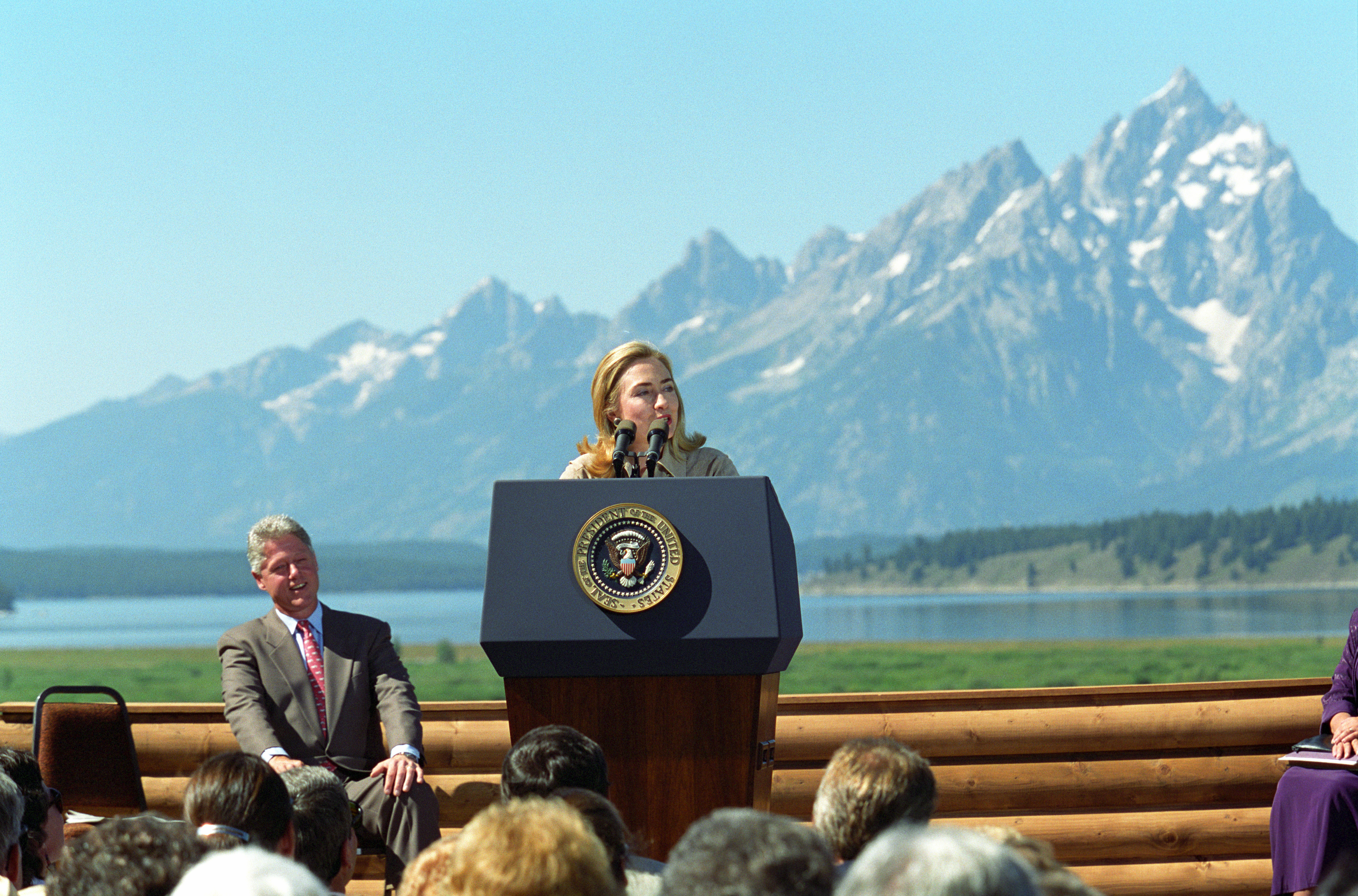
希拉蕊在傑克森湖山莊，背景為大提頓峰

Jackson Hole會議，又稱Jackson Hole經濟政策研討會（英語：Jackson Hole Economic Symposium）、Jackson Hole全球央行年會、傑克森霍爾全球央行年會，是由美國的堪薩斯市聯邦準備銀行在美國西部懷俄明州的傑克孫谷於每年夏季舉辦的金融及經濟研討會。
與會者包括美國聯邦準備理事會（FRB）主席，以及來自歐元區、英國、加拿大、日本等主要國家的中央銀行總裁或幹部、經濟學家、學者、證券公司高層等。各國央行總裁將討論世界大事及金融趨勢，尤其是全球利率的可能走向。《紐約時報》將其形容為最全球頂級的經濟聚會。
會議於8月下旬在懷俄明州提頓郡大提頓國家公園的度假勝地傑克森湖山莊舉行。該會議於1978年由堪薩斯市聯準銀行首次舉辦，起初會議曾在幾個不同的地方舉行，自1982年起改至傑克孫谷。

從Lunch Tree Hill看傑克森湖山莊

## 参見
- 聯邦準備銀行
- 2021年—2023年通貨膨脹飆升
- 2022年糧食危機